# Aller Sogn
Aller Sogn ist eine Kirchspielsgemeinde (dän.: Sogn)  im südlichen Dänemark. Bis 1970 gehörte sie zur Harde Sønder Tyrstrup Herred im damaligen Haderslev Amt, danach zur Christiansfeld Kommune im erweiterten Sønderjyllands Amt, die im Zuge der  Kommunalreform zum 1. Januar 2007 in der „neuen“  Kolding Kommune in der Region Syddanmark aufgegangen ist. Ein Teil des Gemeindegebietes bildet Enklaven im Fjelstrup Sogn in der benachbarten Haderslev Kommune.
Im Kirchspiel leben 543 Einwohner, (Stand:1. Januar 2023). Im Kirchspiel liegt die Kirche „Aller Kirke“.
Nachbargemeinden sind im Westen Tyrstrup Sogn, im Norden Vejstrup Sogn, im Nordwesten Hejls Sogn und im Süden Fjelstrup Sogn in der benachbarten Haderslev Kommune.